# Jerusalem (Nueva York)
Jerusalem es un pueblo ubicado en el condado de Yates en el estado estadounidense de Nueva York. En el año 2000 tenía una población de 4,525 habitantes y una densidad poblacional de 30 personas por km².

## Geografía
Jerusalem se encuentra ubicado en las coordenadas 42°36′39″N 77°18′22″O / 42.61083, -77.30611.

## Demografía
Según la Oficina del Censo en 2000 los ingresos medios por hogar en la localidad eran de $38,488, y los ingresos medios por familia eran $45,254. Los hombres tenían unos ingresos medios de $31,071 frente a los $25,115 para las mujeres. La renta per cápita para la localidad era de $18,099. Alrededor del 9.4% de la población estaban por debajo del umbral de pobreza.